# Клигель, Мария
Мария Клигель (нем. Maria Kliegel, род. 14 ноября 1952, Дилленбург) — немецкая виолончелистка.

## Биография
Училась у Яноша Штаркера в Индианском университете. Получила премии первого германского музыкального конкурса в Бонне, конкурса Альдо Паризота в Бразилии, второго Международного конкурса виолончелистов Мстислава Ростроповича в Париже (1981). С успехом концертировала в странах Европы, Южной и Северной Америки, Японии, Австралии и Новой Зеландии. C 2001 года играет в составе трио Ксирион.

## Репертуар
Бетховен, Блох, Брамс, Брух, Гайдн, Губайдулина, Дворжак, Йорг Демус, Эрнст фон Донаньи, Кодай, Лало, Мендельсон, Пьяццола, Сен-Санс, Тавенер, Шопен, Шостакович, Шуберт, Шуман, Чайковский, Элгар.

## Педагогическая деятельность
С 1986 года ведёт мастер-классы в Кёльнской высшей школе музыки.

## Признание
Альфред Шнитке высоко оценил исполнение артисткой его Первого концерта для виолончели с оркестром (1990). Мстислав Ростропович назвал её лучшей виолончелисткой со времен Жаклин Дю Пре.

## Награды
- Орден «За заслуги»[нем.] земли Северный Рейн-Вестфалия (1999).